# Borsoniinae
Borsoniinae é uma subfamília de gastrópodes pertencente a família Turridae.